# Ёж Сильвер
Ёж Си́львер (яп. シルバー・ザ・ヘッジホッグ Сируба: дза Хэддзихоггу, англ. Silver the Hedgehog) — персонаж серии компьютерных игр и комиксов Sonic the Hedgehog. Сильвер — антропоморфный ёж серебряного цвета, прибывший из будущего и обладающий способностью передвигать предметы силой мысли. Впервые представленный в игре Sonic the Hedgehog 2006 года, для приставок PlayStation 3 и Xbox 360, выпущенной к 15-летию серии, он впоследствии появился в последующих играх, а также комиксах Sonic the Hedgehog от Archie Comics.

## Разработка персонажа
Сильвер создавался с учётом использования нового движка, добавленного в Sonic the Hedgehog. Одной из вещей, которую команда разработчиков хотела реализовать в его дизайне, являлась возможность управлять объектами, используя сверхъестественные силы. Они решили объединить способности Соника с новыми приёмами, которых не было у других персонажей серии. При разработке персонажа было создано около 50 концептов; одной из идей являлось использовать в качестве «причёски» колючки, как у Соника, но более объёмные. В конце концов, преследуя идею создать персонажа-норку, команда создала прототип финального дизайна Сильвера. Его первоначальным именем было Венис или Венеция (англ. Venice), по названию города Венеция, прототипа Солеанны — города, где происходит действие игры Sonic the Hedgehog. Однако, боясь, что норка будет плохо сочетаться с другими персонажами серии, создатели персонажа решили сделать того ежом. В качестве цвета тела Сильвера сначала рассматривался оранжевый, но в итоге был выбран бело-серый, так как он в полной мере подходил к технологии нового поколения затенения. Чтобы персонаж был не просто бело-серым, дизайнеры сосредоточили внимание на текстуре и в конечном счёте получили цвет, который и был использован в игре. Благодаря этой окраске персонаж и получил своё имя — Сильвер (англ. Silver), что в переводе с английского — серебряный. Также, в раннем варианте у него присутствовала жёлтая грива вокруг шеи, а цвета его глаз и ботинок отличались от окончательного варианта.
Сюн Накамура (руководитель игры Sonic the Hedgehog 2006) в одном интервью назвал Сильвера своим любимым персонажем серии. Его сверхъестественные способности были названы им «освежающими и весёлыми», способствующими наслаждению его действиями, отличающимися от способностей Соника. Накамура охарактеризовал Сильвера как «молодого и немного незрелого», что при этом также привлекает его.

## Общее описание
Сильвер — 14-летний антропоморфный ёж белого цвета, весом 35 килограмм и ростом 100 сантиметров, живущий спустя 200 лет после событий игр серии. Он описывается как «имеющий сильное чувство справедливости». Сильвер также очень заботливый, наивный и легко поддается влияниям. Во многих сценах Sonic the Hedgehog Блейз упоминает, что Сильвер очень наивный, а также заявляет, что «Он становится неуверенным, когда остается один». Однако белый ёж очень заботливый и добрый, это показывалось когда он взялся помогать Эми найти Соника, и также когда отдал Элис Изумруд Хаоса.

### Способности
Первая и одновременно главная способность Сильвера — телекинез. В игре эти способности имеют разнообразные возможности использования. Атакующие возможности телекинеза позволяют, например, поднять в воздух и швырнуть что-либо на своём пути, включая врагов, объекты, снаряды и даже других персонажей. Также он может создавать шоковые волны, которые могут парализовать и/или убить врага. Защитные способности проявляются в заморозке летящих в Сильвера объектов и возможность заставить противников временно забыть как сражаться. Другими возможностями телекинеза являются притягивание объектов, левитация, полёты и искажения во времени и пространстве во время прыжков. В Sonic City было также показано, что у Сильвера есть способность путешествовать сквозь время.
Сильвер изначально был показан как наиболее медленный персонаж в сравнении с другими персонажами мира Соника, но в игре Sonic Rivals он довольно-таки быстр. Сильвер также использовал большинство движений и атак в стиле Соника — Homing Attack, Spin Dash, Spin Attack и переход в супер-форму и использование Хаос Контроля.
Игровой процесс за Сильвера полностью отличается от геймплея за Соника. Он не так быстр, как Соник или Шэдоу, зато обладает психокинетическими свойствами (телекинезом), и способен силой мысли поднимать различные объекты и кидать их во врагов. Также возможно использовать это умение с целью защититься от атак оппонента. Использование этих способностей уменьшает показатель «энергии» Сильвера. Также он обладает способностью падать очень медленно в сравнении с другими персонажами.
Сильвер способен манипулировать окружающей средой, исследуя игровую зону. Например, стоя на металлическом рельсе, он может силой мысли приподнять его, используя потом в своих целях как трамплин.

## Появления

### Роль в играх
Впервые Сильвер появился в игре Sonic the Hedgehog для PlayStation 3 и Xbox 360, выпущенной в 2006 году. В ней он, наряду с Соником и Шэдоу, является одним из протагонистов. По сюжету игры, Сильвер живёт спустя 200 лет, в мире практически уничтоженном бессмертным демоном Иблисом. Сильвер и его подруга кошка Блейз каждый раз пытаются его уничтожить, но всегда безуспешно. Однажды они встречаются с таинственным Мефилесом, который предлагает им отправиться в прошлое и убить того, кто впоследствии освободит Иблиса. С их согласия, он показывает им ежа Соника и перемещает в настоящее.
После первой провалившейся попытки убить цель, Сильвер задумывается об этике самой миссии, но Блейз напоминает ему, что от бездействия ничего не изменится, и он продолжает возложенное на них обоих задание. Во второй раз Сильверу мешает ёж Шэдоу, который с помощью Хаос Контроля, создаёт временной портал и вместе с Сильвером перемещается на 10 лет назад. Они становятся свидетелями провала научного эксперимента, в результате которого рождаются два демона — Иблис и Мефилес. Сильвер сам ловит первого, и становится свидетелем как умирающий Герцог Солеанны запечатывает демона в тело своей дочери Элис.
После увиденного Сильвер возвращается в настоящее, где помогает Сонику спасти принцессу Элис от гибели, с помощью Хаос Контроля создав временной портал. Соник в благодарность даёт ему второй Изумруд Хаоса, после этого Сильвер с Блейз возвращаются в своё время. С помощью Изумрудов они побеждают Иблиса, но для окончательного уничтожения, его необходимо запечатать в своём теле. Блейз делает рискованный шаг — она запечатывает демона в себе и, пожертвовав собой, умирает.
В настоящем, Мефилес убивает Соника и с помощью слёз Элис освобождает Иблиса. Два демона в итоге сливаются в Соляриса. Сильвер вместе с другими персонажами оказывается в его измерении, и после сбора семи Изумрудов Хаоса и воскрешения Соника, превращается в Супер Сильвера. Вместе с Супер Соником и Супер Шэдоу он побеждает Соляриса. Соник и Элис возвращаются в прошлое и задувают пламя, которое станет причиной появления демонов, и тем самым стирают события игры.
Сильвер заново знакомится со всеми персонажами, в том числе и с Соником в игре Sonic Rivals для PlayStation Portable, также выпущенной в 2006 году. В ней он путешествует в прошлое, чтобы остановить дальнего потомка Эггмана — Эггмана Нега. Против него же Сильвер борется в Sonic Rivals 2, сиквеле Sonic Rivals. Он опять перемещается в прошлое, где объединяется с хамелеоном Эспио. В Sonic Colors для Nintendo DS он даёт миссии Сонику. Сильвер также появляется в игре Sonic Generations в роли босса.
Как игровой персонаж, не участвующий в сюжете игр, Сильвер появляется в Sonic and the Secret Rings (мультиплеерный режим) и Sonic and the Black Knight (в последней представлен как сэр Галахад). В качестве разблокируемого персонажа, Сильвер также появляется в играх Sonic Riders: Zero Gravity и Sonic Free Riders, где является единственным ежом летающего, а не скоростного типа. Он также предполагался в игре-кроссовере Mario & Sonic at the Olympic Games, но появился только во второй части — Mario & Sonic at the Olympic Winter Games для Wii и Nintendo DS. В качестве игрового персонажа Сильвер также появился в триквеле данной подсерии Mario & Sonic at the London 2012 Olympic Games. Ёж также появился в игре Sonic Forces, где не является играбельным персонажем.
В качестве трофея, стикера и камео присутствует в Super Smash Bros. Brawl, а в Sega Superstars Tennis его можно увидеть на уровне «Green Hill Zone». В Sonic Unleashed в честь него назван «Silver Beach», который можно увидеть на дневном этапе в «Skyscraper Scamper».

### Роль в комиксах
Сильвер также является персонажем комиксов Sonic the Hedgehog от Archie Comics. Впервые он появился в № 194—196, выпущенном в ноябре 2008 года. Он пришёл из будущего планеты Мобиус, в котором к катастрофе причастно падение колонии АРК на планету. Вместе с Соником и Борцами За Свободу победили Супер Скорджа. И Сильвер передал сообщение, что среди его друзей может быть предатель, из-за которого произошла катастрофа. Затем, № 5—8 Sonic Universe, он отправился в возможный вариант будущего, на 30 лет вперёд. Где спас Короля Соника, Королеву Салли и их детей от покушения. И помог Борцам За Свободу Будущего в битве с монстром Тикхаосом. Вернувшись потом в настоящее, в № 215—216 Sonic the Hedgehog, в попытке найти предателя, помог Сонику, Ротору и Арктическим Борцам За Свободу уничтожить Эгг Тотем. Более главную роль Сильвер играет в № 25—28 Sonic Universe, в сюжетной арке «Silver Saga», где он вместе с Последними Борцами За Свободу и их лидером Ларой-Су победил злодея Энерджака. А после очередной неудачи в поисках предателя, в № 235 Sonic the Hedgehog, Сильвер принимает предложение Харви вступить в ряды Тайных Борцов За Свободу, цель которых — освободить трон Нового Моботрополиса от власти Иксиса Наугуса. В награду — Сильвер узнает, кто предатель. В № 41—44 Sonic Universe, Сильвер под кличкой — Агент «Туз», вместе с командой, не дал Наугусу воскресить Ордер Иксиса и полностью захватить город. И по условию сделки, Сильвер узнаёт, что среди Борцов За Свободу предателем может быть — либо Соник, либо Салли Акорн, либо Ротор и либо Антуан Д’Кулетт.

## Озвучивание
Начиная с первого появления Сильвера в Sonic the Hedgehog «голосом» персонажа стал актёр дубляжа из 4Kids Пит Капелла (англ. Pete Capella). Так как в 2010 году был заменён почти весь актёрский состав серии, последней игрой, где можно услышать Капеллу в качестве озвучивающего актёра Сильвера, стала Mario & Sonic at the Olympic Winter Games, вышедшая в 2009 году. Начиная с игр Sonic Free Riders и Sonic Colors, Сильвера озвучивает Квинтон Флинн (англ. Quinton Flynn), также известный как Дерек Аллен (англ. Derek Allen). В японском дубляже «голосом» персонажа является сэйю Дайсукэ Оно.

## Музыкальная тема
У Сильвера, как и у некоторых других персонажей серии, есть собственная музыкальная тема. Песня «Dreams of an Absolution» была исполнена Ли Бротертоном (англ. Lee Brotherton) из Remix Factory, в настоящее время известным под псевдонимом Бентли Джонс (англ. Bentley Jones). В соответствии с сюжетной линией Сильвера в игре Sonic the Hedgehog, песня имеет «футуристический» аспект. Ли Бротертон отмечал, что при написании песни он руководствовался тем, что если кто-нибудь услышит её текст, у него не было впечатления, что песня была написана для персонажа из видеоигры. Примечательно, что мелодия из бриджа «Dreams of an Absolution» немного напоминает музыку уровня «Green Hill Zone» из самой первой игры серии. Бротертон заявил, что он заметил это позже и это сходство не было преднамеренным.
Кроме оригинальной версии, существует ещё четыре ремикса песни: «Nightlight», «K-Klub», «Starry Night» и «Lee Brotherton vs. Jun Senoue». Текст песен во всех версиях почти идентичен оригиналу, ремиксы отличаются в основном скоростью исполнения. Один из ремиксов, «Lee Brotherton vs. Jun Senoue», вошёл в музыкальный альбом Sonic the Hedgehog Vocal Traxx: Several Wills, являющийся одним из саундтреков к игре. Инструментальный ремикс «Dreams of an Absolution» также присутствует в игре Sonic Generations (2011).

## Комментарии
1. ↑  Также встречается вариант Силвер